# Matuanus elegans
Matuanus elegans är en insektsart som beskrevs av Otte, D. 1987. Matuanus elegans ingår i släktet Matuanus och familjen syrsor. Inga underarter finns listade i Catalogue of Life.